# ハンマーム

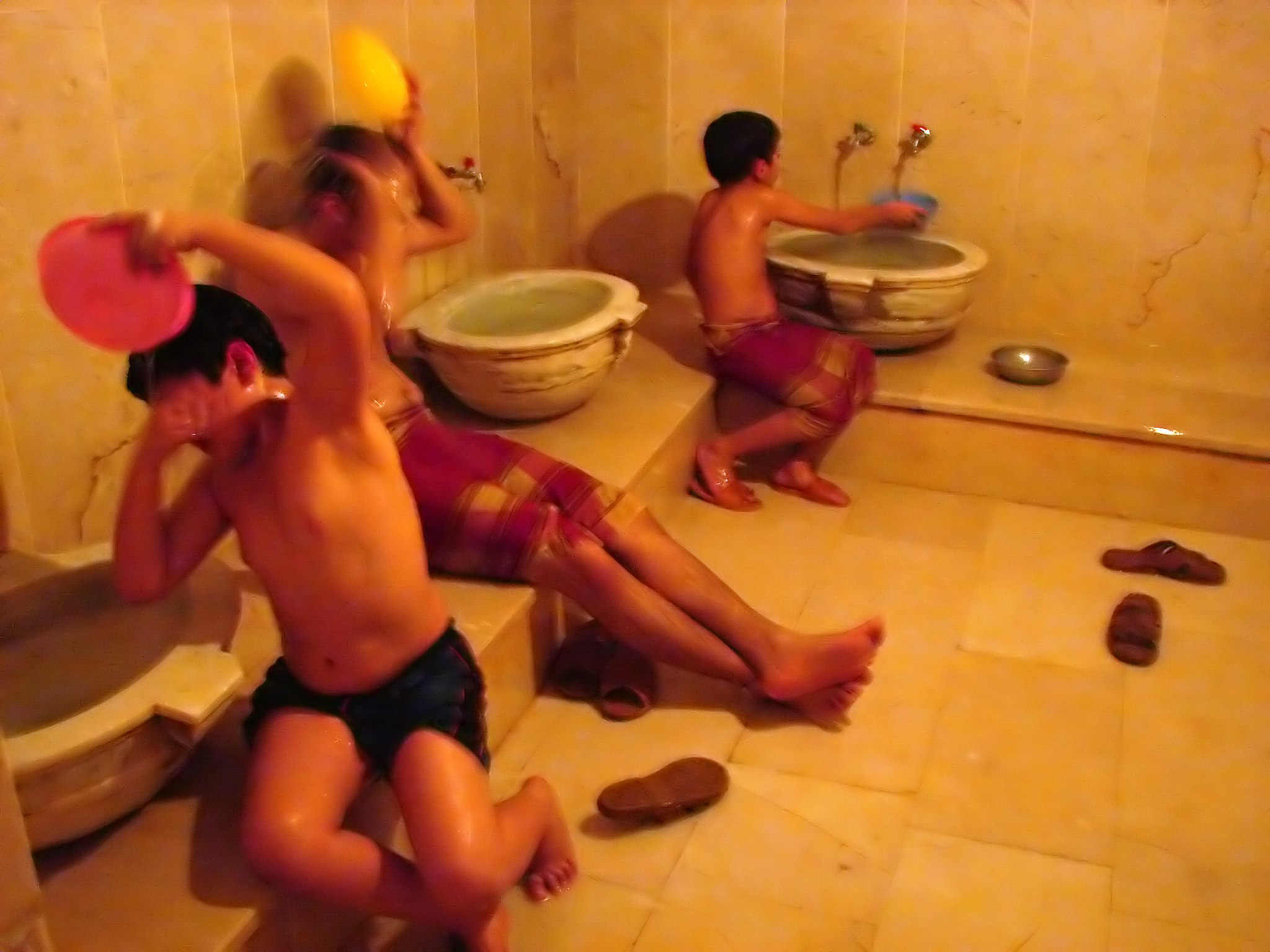
ハンマーム

ハンマーム（アラビア語: حمّام, hammām）は、トルコやアゼルバイジャン、アラブ諸国・イランなどの中東全域、アフガニスタン、中央アジア諸国、東アジア諸国に広く見られる伝統的な公衆浴場のことである。
語源は「温める」「熱する」を意味するアラビア語の動詞「ハンマ」に由来する。トルコ語では「ハマム (もしくはハマーム、hamam)」という。
美的な外観と排水・熱効率が計算された内部の構造は建築学の視点から高く評価されている。

## 概要
ハンマームは保温などを目的として半地下に建てられ、採光・換気のための窓は設けられていない。乾燥帯に位置する浴場で使用される水は、ファラジ・カナートなどの給水路や井戸水から供給されている。浴場を温めるかまどの燃料は木材のほか、乾燥させた人畜の糞が使用される。かまどの火は料理の火種にも使われ、灰は肥料やセメント・モルタルの原料として再利用される。
ハンマームの基本的な構造は、入り口に番台があり、内部に脱衣所と浴室がある。客は貴重品をハンマームの親方に預けて脱いだ衣服をまとめ、腰布を付けて入浴用のサンダルに履き替え、浴室に向かう。閉店前に必ず清掃を行う、ハンマーム内の水盤で洗濯を行ってはならないといった衛生面に関して厳しい規則があり、入浴のマナーとして腰布を纏うことが義務付けられている。しかし、これらの規則やマナーが必ず守られていたとは限らなかった。時代に関係なく庶民の女性は何も纏わずに入浴するのが通例となっている。
浴室はふつう蒸し風呂で、浴槽からのぼった蒸気で汗を出し、あかすり師（日本でいう「三助」に相当する）によるあかすりやマッサージ、剃毛のサービスを受ける。アッバース朝時代の記録には、シロップとレモン汁を煮詰めて作った脱毛剤が使われていたことが記録されている。中世には散髪、髭剃り、瀉血といった床屋の仕事も行うあかすり師が存在していた。あかすり師は、男性客に対しては男性、女性客に対しては女性があてられる。ハンマームで行われるマッサージは手荒ではあるが、快適だと言われる。洗面台で体を流し、入浴を終えた客は脱衣所で一服し、親方に入浴料を、あかすり師にはチップを支払って外に出る。「夜のハンマームにはジン（精霊、妖怪、魔人）が出没する」という俗信があり、営業時間を朝から日没の間に限る浴場も存在する。
脱衣所で体を休める客は近くの店から取り寄せたコーヒーや茶、水タバコなどを味わい、あるいは果物を食べたり、他の客との会話を楽しんだ。ハンマームはコーヒーハウスのように長時間くつろぎながら楽しむ交際、娯楽の場として庶民に愛されてきた。現代のアラブ世界の小説・映画にも、ハンマームを舞台とした場面が登場する。

## 歴史

### ローマの浴場文化の継承

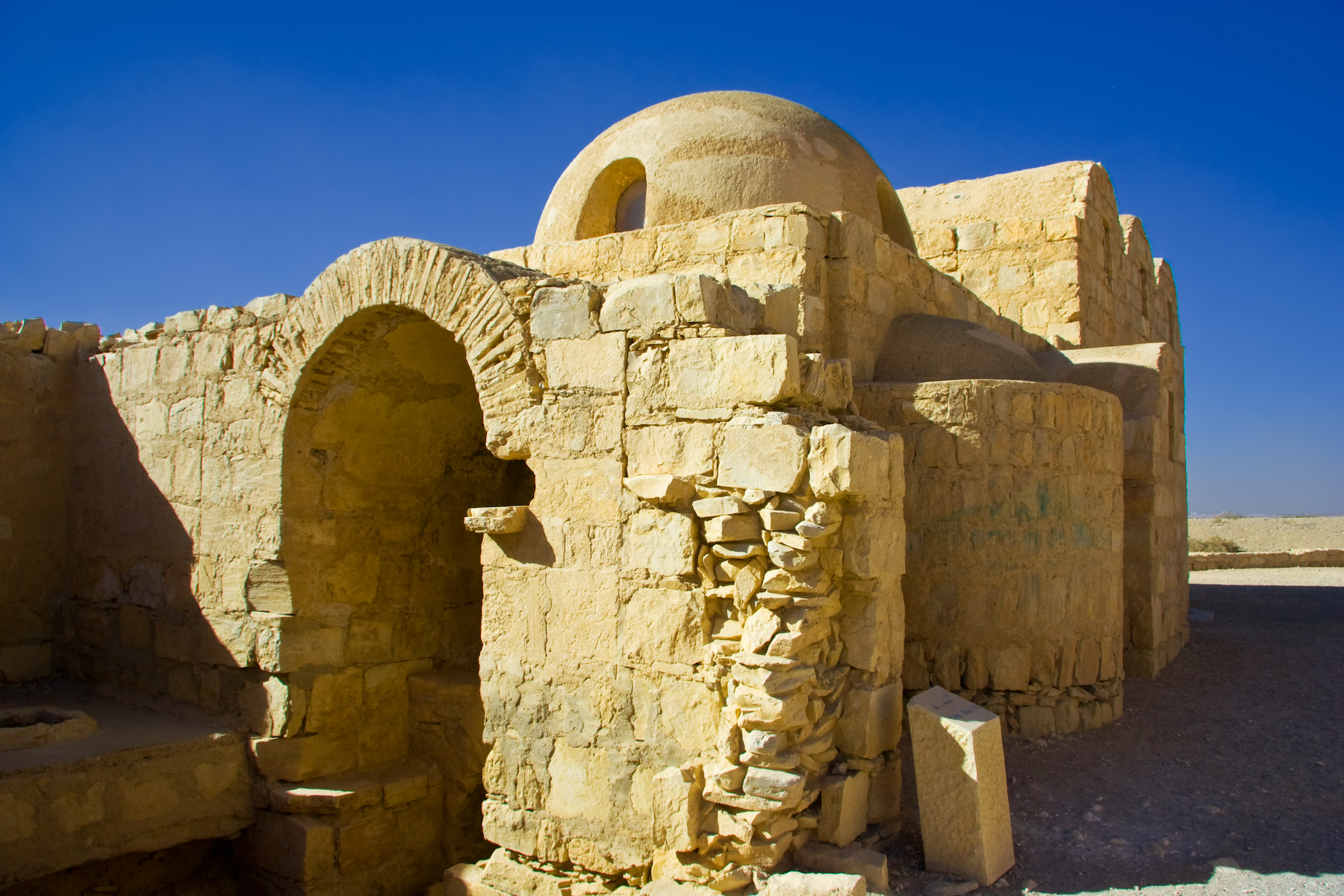
8世紀初頭に建造されたクサイル・アムラに、既に浴場は設けられていた。

イスラム世界の公衆浴場の建設は、正統カリフ時代の征服運動と並行して行われたとされる。
中東・イスラーム世界は、かつてのローマ帝国の東南部を征服した際に、ローマ人の浴場文化を引き継ぎ発展させたと考えられている。イスラーム社会で最初期の浴場として知られるのは、8世紀頃に作られたウマイヤ朝時代のものに遡る。預言者ムハンマドは浴場を利用しなかったようであるが、4代目カリフ・アリーは浴場で身体を洗っていたと伝えられている。ハディースは浴場に対して否定的な立場を取っていると考えられているが、常に心とともに身体を清潔に保つことを重んじるイスラムの教えに浴場の目的が合致するために、公衆浴場が一般に急速に普及していった側面もある。
また、ハンマームはローマ世界から、浴場に壁画を飾る伝統も受け継いだ。偶像崇拝を禁じるイスラームの教義からイスラーム法学者は浴場の壁画に否定的な見解を示し、イスラーム国家の中にはウマイヤ朝のウマル2世のように壁画の破壊を命じた君主もいた。しかし、ハンマームに壁画を飾る習慣は後の時代まで残り、良質な浴場を構成する条件の1つに美しい壁画を数える意見もある。

### ハンマームの普及
イスラーム世界の都市では、ハンマームはモスク、神学校（マドラサ）に次いで重要なものだと考えられている。かつては各街区に必ずモスクや市場（スーク、バザール）とともにハンマームが存在し、多くのハンマームがワクフ（寄進財産）として維持建設されてきた。ハンマームの数の推移はその都市の盛衰を反映し、都市人口と発展の度合いを推定する根拠ともなる。それらの公衆浴場とは別に、国家の君主・有力者は宮殿や自宅に私的な浴場・浴室を建設した。
トルコのハマムにはイスラームの習慣に合わされたビザンティン建築の技術が導入され、建築技術は早期に発達した。17世紀半ばのイスタンブールには14,838のハマムが存在し、うち302が公衆浴場、残りの14,536が宮廷と富裕層が所有する浴場だった。
イスラム式の浴場は中東以外にインド、マグリブ、アンダルシア地方にも建設され、その址が残る。マリーン朝、ナスル朝時代にマグリブに建設されたハンマームの遺構は現代に残り、エジプトのアイユーブ朝が建設したハンマームとの共通点も指摘される。デリー、ハイデラバード、ボーパールでは、16世紀初頭にムガル帝国によって建設されたハンマームが現在も営業を続けている。

### 近代以降
20世紀以降に都市のインフラストラクチャーが整備されるとともに、ハンマームは数を減らしていった。中東でも個人宅へ浴室が普及したために多くのハンマームが廃れ、カイロやダマスカスのような大都市で営業を続けているものがまばらに見られるほどでしかない。それでも、都会での庶民の社交の場として活用されているハンマームも存在する。トルコではハマムが観光施設として外国人観光客の関心を集めており、イスタンブールなどの歴史的都市ではいくつかのハンマームが観光客向けに営業している。

## 男女の区分
入浴客の性別の区分としては、男女別々の浴場を建設するか、性別ごとに時間帯や曜日を分けて営業することで対応している。女性用のハンマームでは、浴場内で行われるあかすり、マッサージは全てが女性の係によって行われる。13世紀にルーム・セルジューク朝のもとで建設されたハンマームには、日本の銭湯と同様に一つの浴場が男湯と女湯に分けられているものも存在していた。また、女性を親族以外の男性の視線から隠すイスラームの習慣のため、女性用の浴場の入り口は外から目につきにくい場所に設けられている。
歴史的には、特に男性社会から隔離され、自由に外出することを制限されてきた女性たちにとっては、素顔をさらして集うことができ、女性同士でくつろいで会話を楽しむことのできるハンマームは貴重な社交と情報収集の場だった。母親が息子に相応しい嫁を探すというような実用的な機能や、結婚式前の女性が親族の女性に囲まれて身づくろいしたりする儀礼的な機能も有していた。女湯は概して騒がしい場所と考えられており、イランやレバノンでは女湯のうるささを揶揄した慣用句が用いられている。
中東の都市を訪れた西欧の旅行者たちの書き残した記録には、富裕な階層から庶民に至るまで様々な出自の女性たちが、ベールで顔を隠してハンマームに赴く様がしばしば奇異と驚きの目をもって描写されている。 

## イランのギャルマーベ
イランでは、一般的に公衆浴場を指す言葉として「ギャルマーベ」（熱い水）という言葉が使用されており、「ハンマーム」は個人の住居に付随する浴室を指して使われることが多い。11世紀にズィヤール朝の君主カイ＝カーウースが著した教訓書『カーブースの書』には、すでに入浴の作法が記されていた。ズィヤール朝以降のペルシア文学作品、イランを訪問した外国人の旅行記にも、たびたびギャルマーベが登場した。
モスクやマドラセと同様に、ギャルマーベにもペルシャ式の建築様式独特のアーチとドームが見られ、壁面がタイルで装飾されている。（サファヴィー建築も参照）上下水道と都市ガスの整備が進む現在のイランでは多くの個人の住居に浴室が設置され、テヘランなどの都市からギャルマーベの姿は消えつつある。
近代以前のイランの公衆浴場はエジプトやトルコなどの他地域と異なり、浴槽（ハズィーネ）の衛生状態が極めて悪かった。17世紀後半にサファヴィー朝を訪れたフランス人商人ジャン・シャルダンはイスファハーンの汚染された浴槽について書き記し、近現代のイランの文学作品やエッセイにも汚れた浴槽についての言及が見られる。衛生面での問題からギャルマーベから浴槽は撤去され、一般的なギャルマーベは脱衣室と蒸し風呂の二部屋で構成されている。ギャルマーベとは別に「オルキーデ」（ラン）という公衆浴場が経営されており、サウナのほかに冷水プール、ジャグジー、シャワー室、バーベル、屋外の温水プールが併設されている。

## 西欧でのイメージ

アングルの『トルコ風呂』

17世紀のロンドンには、すでに「ハンマーム」の名前を冠した浴場が建てられていた。18世紀末までにロンドンに30ほどの「トルコ」式浴場が建てられたが、その多くで売春のサービスが行われていたと考えられており、この種の「トルコ風呂」が「ハンマーム」に対する歪んだ偏見を植え付けた。19世紀の画家ドミニク・アングルはメアリー・ウォートレー・モンタギュー夫人が残した女性用のハンマームの見聞録に触発され、ヨーロッパ人の男性が抱くイメージと欲望が反映された『トルコ風呂』を描いた。
一方で、19世紀末のヨーロッパには健全なイスラーム風の浴場も登場する。1867年のパリ万国博覧会、1873年のウィーン万国博覧会では、オスマン帝国の会場にトルコ風の浴場が設置された。

## 日本における「トルコ風呂」
アメリカで「ターキッシュ・バス（Turkish Bath）」と呼ばれていた施設が、日本では「トルコ風呂」と訳されて紹介された。
日本で初めてハンマームに触れたのは幕末から明治時代にかけてヨーロッパを訪問した使節団や留学生であり、彼らは道中でエジプトやイスタンブールのハンマームを利用した。横浜鎖港談判使節団に随行した岩松太郎、海外視察中にイスタンブールに立ち寄った谷干城らが、ハンマームの体験記を書き残した。1908年に高輪の岩崎弥之助別宅（現在の開東閣）に脱衣所・冷浴室・温浴室・熱浴室を備えた本格的な「トルコ風呂」が建てられたが、ハンマームが日本に根付くには至らなかった。
イスラム世界の宮廷に置かれていたハレムに対する誤解と、ハンマームで行われる洗体とマッサージのサービスが合わさって、「トルコ風呂」が個室付特殊浴場の通称として使用されるようになったと考えられている。トルコ大使館および在日トルコ人の訴えかけによって、1984年に業界団体は「トルコ風呂」の呼称を自主的に廃止し、ソープランドと名称を変えた。

## ハンマームの一例

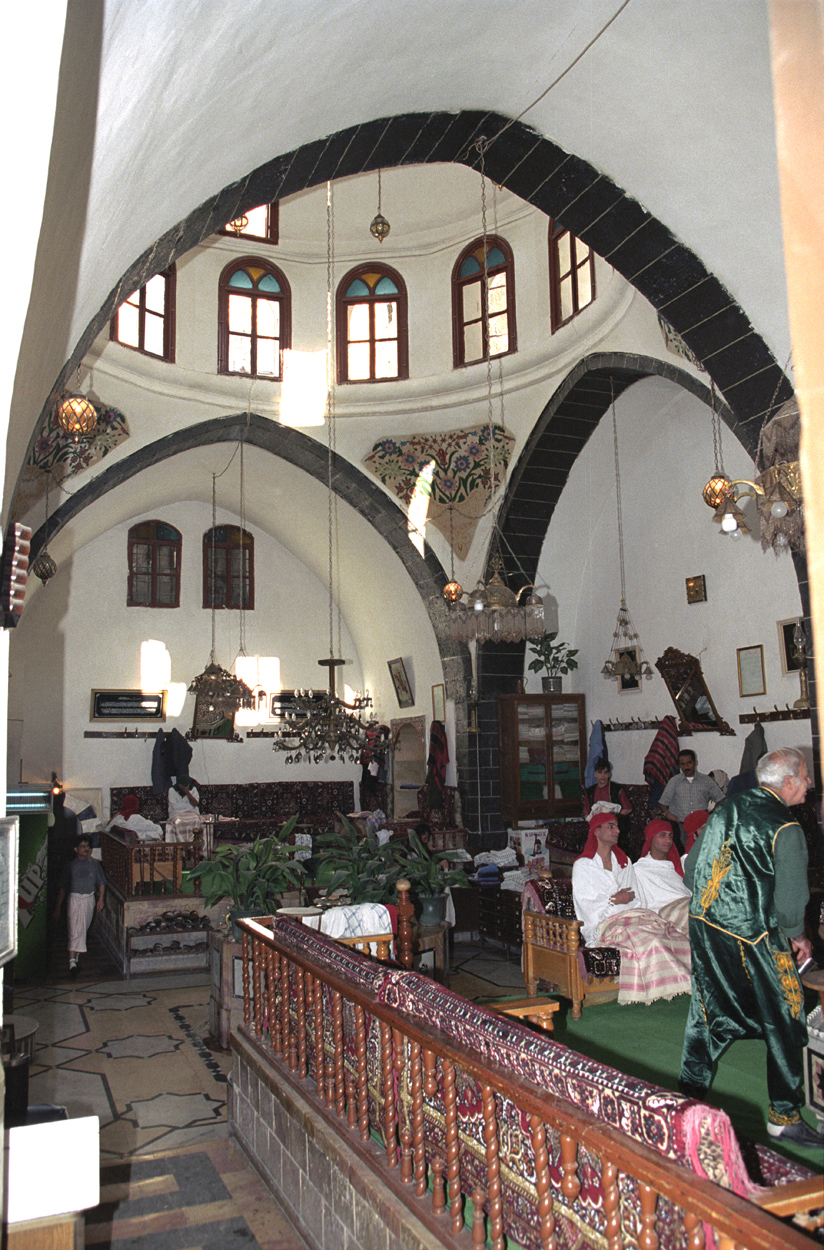
ダマスカスのヌールッディーン浴場

ハセキ・ヒュッレム・スルタン・ハンマーム
イスタンブールのハンマーム。1556年にミマール・スィナンによって建設され、皇帝スレイマン1世の寵妃ハセキ・ヒュッレム・スルタンの名前を冠する。
ガラタサライ・ハンマーム
イスタンブールに存在するハマームの中で、有名なものとして紹介される。
ヌールッディーン浴場
ダマスカスに現存する最古のハンマーム。1154年から1171年の間にザンギー朝の君主ヌールッディーンによって建造され、数度の改築を経て現在に至る。
バーシャー浴場
1780年にアッコにて建設される。1947年に廃業し、1954年以降は市立博物館として運営されている。
岩崎弥之助別宅のトルコ風呂
ジョサイア・コンドルによって設計され、1908年に完成した。
リンカーン・プレイスのトルコ風呂
ダブリンに存在した『ユリシーズ』に出てくるトルコ風呂

## 文化

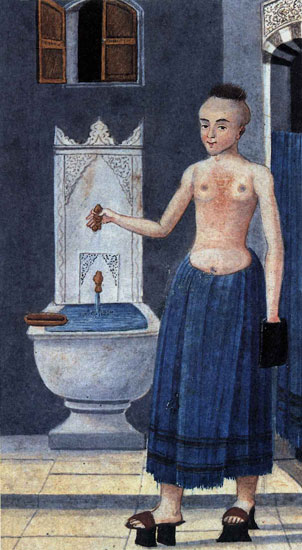
テラックと呼ばれるマッサージ師

- ペシュテマル（英語版） - ハンマームで使用するタオル
- nalın（英語版） - 風呂回りで滑らないよう、床暖房で火傷しないようにする履物。カブカブとも呼ばれる[46][47]。
- 入浴場スタッフ：男性側には、テラック（トルコ語：tellak）、もしくはケセジというマッサージ・垢すり師がいる。女湯では、natır という女性スタッフが対応する[48]。
- モロッコでは、浴場のかまどの熱を料理にも使っている[49]。